# Białogródka (obwód chmielnicki)
Białogródka (ukr. Білогородка, Biłohorodka) – wieś na Ukrainie w rejonie szepetowskim obwodu chmielnickiego.
Znajduje się tu stacja kolejowa Białogródka, położona na linii Szepetówka – Tarnopol.

## Historia
Miejscowość założona w 1400 roku. Miała zamek, którego pozostałości były widoczne jeszcze w XIX wieku. 
Kniaź Aleksander Fiodorowicz Czartoryski przeprowadził ze swoim bratem Iwanem podział pozostałego po ojcu majątku; z dóbr wołyńskich kniaziowi Iwanowi przypadły miasta: Klewań i Białogródka (Biełgorod) z wsiami i folwarkami przynależnymi do tej części.
Prywatna wieś szlachecka, położona w województwie wołyńskim, w 1739 roku należała do klucza Białogródka Lubomirskich.
Pod rozbiorami siedziba gminy Białogródka w powiecie zasławskim guberni wołyńskiej.

## Urodzeni
- Stanisław Kardaszewicz ur.  w 1826 – polski badacz dziejów miasta Ostroga na Wołyniu,
- Józef Paczoski ur. w 1864  – polski botanik, badacz flory Puszczy Białowieskiej, twórca teorii pantopizmu i podstaw fitosocjologii.